# Konrad Hesse
Konrad Hesse (* 29 de enero de 1919 en Kaliningrado, Prusia Oriental, † 15 de marzo de 2005 en Friburgo de Brisgovia), jurista alemán que fue entre 1975 y 1987 Juez del Tribunal Constitucional Federal de Alemania.

## Biografía
Hesse estudió Derecho tras combatir como soldado alemán en la II Guerra Mundial. Obtuvo el doctorado en 1950. Fue habilitado como catedrático en 1955 en la Universidad de Gotinga para las expecialidades de Derecho del Estado (Staatsrecht), Derecho administrativo y Derecho eclesiástico. Catedrático en la Universidad de Friburgo de Brisgovia desde 1965, también fue desde 1961 hasta 1975 juez del Tribunal Supremo Administrativo en Baden-Wurtemberg. 
Como juez del Tribunal Constitucional Federal de Alemania, Hesse fue miembro del Primer Senado y acuñó, en conexión con la sentencia sobre el censo de 1983, el concepto de derecho fundamental a la autodeterminación informativa. Para resolver las colisiones entre derechos fundamentales postuló la aplicación del principio de concordancia práctica. Discípulo de Rudolf Smend, contribuyó decisivamente a renovar su teoría de la integración, nacida en el contexto del debate metodológico que había tenido lugar en el Derecho político alemán de la República de Weimar (Carl Schmitt, Hans Kelsen, Hermann Heller y Rudolf Smend fueron sus protagonistas), haciendo así posible que se convirtiera en la teoría constitucional hegemónica durante las primeras décadas de vigencia de la Ley Fundamental de Bonn.
Le fueron concedidos doctorados honoris causa en las Universidades de Zürich (1983) y Würzburg (1989). Desde 2003 Hesse fue miembro de la Academia de las Ciencias de Baviera. Entre sus discípulos más influyentes están Peter Häberle, Hans-Peter Schneider y Friedrich Müller.

## Trabajos y Escritos
- Grundzüge des Verfassungsrecht der Bundesrepublik Deutschland, 20. Auflage Heidelberg 1999, ISBN 3-8114-7499-5
- Verfassungsrecht und Privatrecht, Heidelberg 1988, ISBN 3-8114-8588-1 (Derecho constitucional y Derecho privado, Madrid 1995, reimp. 2001, ISBN 978-84-470-0632-8, ed. en castellano de Ignacio Gutiérrez Gutiérrez)
- Escritos de Derecho Constitucional, Madrid 2011, ISBN 978-84-615-2508-9, ed. por Pedro Cruz Villalón y Miguel Azpitarte Sánchez (primera ed. más reducida, a cargo de Pedro Cruz Villalón, en Madrid 1983)